# كالمان ماركوفيتس
كالمان ماركوفيتس (بالمجرية: Markovits Kálmán)‏ (و. 1931 – 2009 م) هو لاعب كرة الماء، وسباح مجري، ولد في بودابست، شارك في الألعاب الأولمبية الصيفية 1960، والألعاب الأولمبية الصيفية 1956، والألعاب الأولمبية الصيفية 1952، توفي في بودابست، عن عمر يناهز 78 عاماً.

## روابط خارجية
- كالمان ماركوفيتس على موقع قاعة مشاهير السباحة العالمية (الإنجليزية)
- كالمان ماركوفيتس على موقع اللجنة الأولمبية الدولية (الإنجليزية)
- كالمان ماركوفيتس على موقع أوليمبيديا (الإنجليزية)
- كالمان ماركوفيتس على موقع اللجنة الأولمبية المجرية (الهنغارية)